# Pływanie na Letnich Igrzyskach Olimpijskich 1948 – 4 × 200 m stylem dowolnym mężczyzn
Sztafeta 4 × 200 m stylem dowolnym mężczyzn – jedna z konkurencji pływackich rozgrywanych podczas XIV Igrzysk Olimpijskich w Londynie. Eliminacje odbyły się 2 sierpnia, a finał 3 sierpnia 1948 roku.
W finale zwyciężyła sztafeta amerykańska, w której składzie znalazło się trzech mistrzów olimpijskich konkurencji kraulowych: Walter Ris, Bill Smith, James McLane oraz Wallace Wolf. Reprezentanci Stanów Zjednoczonych pobili rekord świata o ponad pięć sekund (8:46,0). Srebro zdobyli Węgrzy, którzy w finale poprawili swój rekord Europy z eliminacji, uzyskując czas 8:48,4. Sztafeta francuska, po bardzo wyrównanym wyścigu z reprezentacją Szwecji, wywalczyła brązowy medal.
Zarówno Amerykanie jak i Węgrzy w finale uzyskali czasy lepsze od starego rekordu świata, który wynosił 8:51,5 i został ustanowiony na igrzyskach w Berlinie 12 lat wcześniej.

## Rekordy
Przed zawodami rekord świata i rekord olimpijski wyglądały następująco:
| Rekord            | Reprezentacja                                                             | Czas   | Miejsce | Data             |       |
| ----------------- | ------------------------------------------------------------------------- | ------ | ------- | ---------------- | ----- |
| Rekord świata     | Japonia · Masanori Yusa · Shigeo Sugiura · Masaharu Taguchi · Shigeo Arai | 8:51,5 | Berlin  | 11 sierpnia 1936 | [ 1 ] |
| Rekord olimpijski | Japonia · Masanori Yusa · Shigeo Sugiura · Masaharu Taguchi · Shigeo Arai | 8:51,5 | Berlin  | 11 sierpnia 1936 | [ 1 ] |

W trakcie zawodów ustanowiono następujące rekordy:
| Data       | Etap konkurencji | Reprezentacja                                                             | Czas   | Rekord |
| ---------- | ---------------- | ------------------------------------------------------------------------- | ------ | ------ |
| 3 sierpnia | finał            | Stany Zjednoczone · Walter Ris · James McLane · Wallace Wolf · Bill Smith | 8:46,0 | WR     |

## Wyniki

### Eliminacje
Do finału zakwalifikowały się trzy najszybsze sztafety z każdego wyścigu oraz pozostałe dwie reprezentacje z najlepszymi czasami.

#### Wyścig eliminacyjny 1
| Miejsce | Państwo           | Zawodnik                                                                 | Czas       | Uwagi |
| ------- | ----------------- | ------------------------------------------------------------------------ | ---------- | ----- |
| 1.      | Węgry             | Géza Kádas György Mitró Imre Nyéki Elemér Szatmári                       | 8:53,6     | Q,    |
| 2.      | Stany Zjednoczone | Bob Gibe William Dudley Edwin Gilbert Eugene Rogers                      | 8:55,9     | Q     |
| 3.      | Argentyna         | Augusto Cantón José Durañona Juan Garay Alfredo Yantorno                 | 9:16,9     | Q     |
| 4.      | Brazylia          | Sérgio Rodrígues Willy Otto Jordan Aram Boghossian Rolf Kestener         | 9:19,9     | q     |
| 5.      | Hiszpania         | Jesús Domínguez Manuel Guerra Isidoro Martínez-Vela Isidoro Pérez        | 9:28,3     |       |
| 6.      | Pakistan          | Anwar Aziz Chaudhry Iftikhar Ahmed Shah Sultan Karim Ali Jaffar Ali Shah | 12:25,8    |       |
| 7. !    | Bermudy           | Walter Bardgett Robert Cook Derek Oatway Philip Tribley                  | 99:99,99 ! | DSQ   |

#### Wyścig eliminacyjny 2
| Miejsce | Państwo          | Zawodnik                                                                | Czas    | Uwagi |
| ------- | ---------------- | ----------------------------------------------------------------------- | ------- | ----- |
| 1.      | Francja          | René Cornu Alex Jany Jo Bernardo Henri Padou Jr.                        | 9:08,8  | Q     |
| 2.      | Jugosławia       | Vanja Illić Ciril Pelhan Janko Puhar Branko Vidović                     | 9:12,4  | Q     |
| 3.      | Szwecja          | Olle Johansson Martin Lundén Per-Olof Olsson Per-Olof Östrand           | 9:12,9  | Q     |
| 4.      | Meksyk           | Ramón Bravo Apolonio Castillo Alberto Isaac Angel Maldonado             | 9:23,4  | q     |
| 5.      | Wielka Brytania  | Roy Botham Jack Hale Norman Wainwright John Holt                        | 9:26,6  |       |
| 6.      | Kanada           | Franklin Gibson Eric Jubb Allen Gilchrist Peter Salmon                  | 9:43,2  |       |
| 7.      | Królestwo Egiptu | Ali Ahmed Bagdadi Ahmed Kandil Taha El-Gamal Mohamed Abdel Aziz Khalifa | 10:25,0 |       |

### Finał
| Miejsce | Państwo           | Zawodnik                                                         | Czas   | Uwagi |
| ------- | ----------------- | ---------------------------------------------------------------- | ------ | ----- |
| 1. !    | Stany Zjednoczone | Walter Ris James McLane Wallace Wolf Bill Smith                  | 8:46,0 | WR    |
| 2. !    | Węgry             | Elemér Szatmári György Mitró Imre Nyéki Géza Kádas               | 8:48,4 | ER    |
| 3. !    | Francja           | Joseph Bernardo René Cornu Henri Padou Jr. Alex Jany             | 9:08,0 |       |
| 4.      | Szwecja           | Martin Lundén Per-Olof Östrand Olle Johansson Per-Olof Olsson    | 9:09,1 |       |
| 5.      | Jugosławia        | Vanja Illić Ciril Pelhan Janko Puhar Branko Vidović              | 9:14,0 |       |
| 6.      | Argentyna         | Horacio White José Durañona Juan Garay Alfredo Yantorno          | 9:19,2 |       |
| 7.      | Meksyk            | Ramón Bravo Angel Maldonado Apolonio Castillo Alberto Isaac      | 9:20,2 |       |
| 8.      | Brazylia          | Sérgio Rodrígues Willy Otto Jordan Rolf Kestener Aram Boghossian | 9:31,0 |       |